# Perla (Steven Universe)
Perla è uno dei personaggi principali del cartone animato Steven Universe e membro delle Crystal Gems. In passato era la Perla personale di Diamante Rosa e sua stretta confidente, divenendo poi il suo braccio destro durante la Ribellione quando la matriarca decise di assumere l'identità di Quarzo Rosa e insorgere contro il Pianeta Natale; finita la guerra, ha continuato a proteggere la Terra per millenni al fianco di Rosa e, in seguito, è divenuta tutrice del figlio di questa, Steven.
Il personaggio ha avuto un buon impatto sul pubblico anche a causa della sua natura omosessuale, mentre è stata criticata la sua ossessione per Rosa.

## Personaggio

### Aspetto e personalità
Perla ha l'aspetto di una ragazza magra e slanciata, con la pelle bianca avorio, gli occhi celesti e i capelli di colore pesca. Il volto è perfettamente ovale, con il naso lungo e appuntito. La sua pietra, una perla scaramazza ovale, è incastonata nel centro della fronte. È una Gemma estremamente precisa e ordinata, ai limiti dell'ossessione: dotata di una grande capacità tattica e pianificatrice, caratteristica che la rende la mente del gruppo, tende ad andare nel panico quando qualcosa non va nel verso giusto. Talvolta sembra soffrire di bassa autostima, causata dal fatto di essere "solo una semplice Perla", ossia una gemma di basso rango inadatta al combattimento. Perla inoltre è estremamente intelligente e si occupa personalmente dell'educazione scolastica (e non solo) di Steven. Ha un buon rapporto con le altre Crystal Gems, a parte qualche piccolo screzio: con Ametista in genere tende a litigare per il comportamento irresponsabile e immaturo di quest'ultima, mentre con Garnet ha attraversato un periodo di freddezza quando l'ha ingannata per fondersi ripetutamente con lei, assuefatta dal senso di potere e sicurezza che la Fusione le dava. Dopo la scomparsa di Rosa, Perla si affeziona molto a suo figlio Steven, diventando sua tutrice e comportandosi nei suoi confronti da tipica "mamma chioccia": ansiosa, iperprotettiva ed eccessivamente lusinghiera; tuttavia, fin quando non le ha dimostrato di essere diventato una persona sufficientemente forte e matura per badare a se stesso, Perla è stata ossessivamente legata a Steven, vedendolo come una sorta di ricordo vivente di Rosa. In origine disprezzava profondamente Greg, da lei ritenuto colpevole dell'allontanamento di Rosa e della sua scomparsa: in seguito si riappacificano grazie all'intervento di Steven. Il rapporto con Rosa soprattutto e le avventure vissute come Crystal Gem hanno reso Perla profondamente fiera della sua libertà di essere se stessa e non dovere servire nessuno. Perla nasconde anche un lato più spericolato e irriguardoso, presente in lei fino alla scomparsa di Rosa: dopo la sparizione della guida delle Crystal Gems, infatti, per Perla è stato come se quel suo lato fosse svanito con lei, diventando così una Gemma molto più rigorosa e razionale.
Poiché è stata la dama da compagnia di Diamante Rosa e il suo braccio destro quando assunse l'identità di Quarzo Rosa, Perla ha un grande rapporto di amicizia e fiducia con lei, essendo la sua più stretta collaboratrice e confidente. Tale rapporto con il passare dei secoli è diventato un sentimento di amore romantico tra le due, che dopo la dipartita di Rosa si è trasformato in ossessione quasi morbosa verso di lei. Poiché l'ultimo ordine di Rosa a Perla in qualità di suo Diamante è stato di non rivelare mai la verità a nessuno sulla sua doppia identità, di "non parlare mai più dell'argomento", per cinque millenni essa è stata l'unica a sapere di ciò: per mantenere questa promessa, quasi di riflesso, si copre la bocca ogni volta che rischia di lasciarsi sfuggire qualcosa al riguardo; solo dopo, quando le avventure di Steven lo mettono innanzi a dubbi e segreti, decide di rivelargli la verità.

### Poteri e abilità
Perla, in qualità di Gemma, è in grado di compiere metamorfosi e generare un'arma dalla sua pietra: una lancia corta (in seguito anche due) in grado di sparare raggi energetici dalla punta e che lei utilizza come una spada lunga; grazie a Bismuth, la sua lancia viene potenziata diventando una fuscina. Sempre dalla sua pietra è in grado di emettere fasci di luce, che Perla usa come supporto visivo quando spiega qualcosa o per evidenziare alcuni dettagli, e ologrammi, tra cui le Olo-Perle: particolari ologrammi senzienti solidi aventi le sue fattezze, che possiedono però un atteggiamento apatico, servile e robotico; sono inoltre capaci di combattere e di fondersi, e per questo vengono usati spesso da Perla in allenamento; inoltre è in grado di proiettare i suoi sogni sempre sotto forma di ologrammi dalla pietra, sebbene inconsciamente. Nella sua pietra c'è una dimensione portatile che Perla usa anche come un magazzino conservandovi svariati oggetti e strumenti, come lo specchio dove era imprigionata Lapis, catalogati rigorosamente in ordine alfabetico, ma questo spazio è a sua volta un portale verso i numerosi piani paralleli della sua mente: questi sono dominati da uno stato d'animo e/o un ricordo importante per lei, ognuno dei quali rappresentato da altre versioni più o meno recenti di Perla stessa. È inoltre in grado di manipolare il vapore acqueo e piccole quantità di sabbia. Sa anche generare le bolle di contenzione.
Fusioni
- Opale, fondendosi con Ametista[18]
- Sardonice, fondendosi con Garnet[3]
- Arcobaleno Quarzo, fondendosi con Rosa o Steven[19]
- Alexandrite, fondendosi con Garnet e Ametista[20]
- Ossidiana, fondendosi con Steven, Ametista e Garnet
- Mega Perla, fondendosi con Perla Rosa

## Doppiaggio

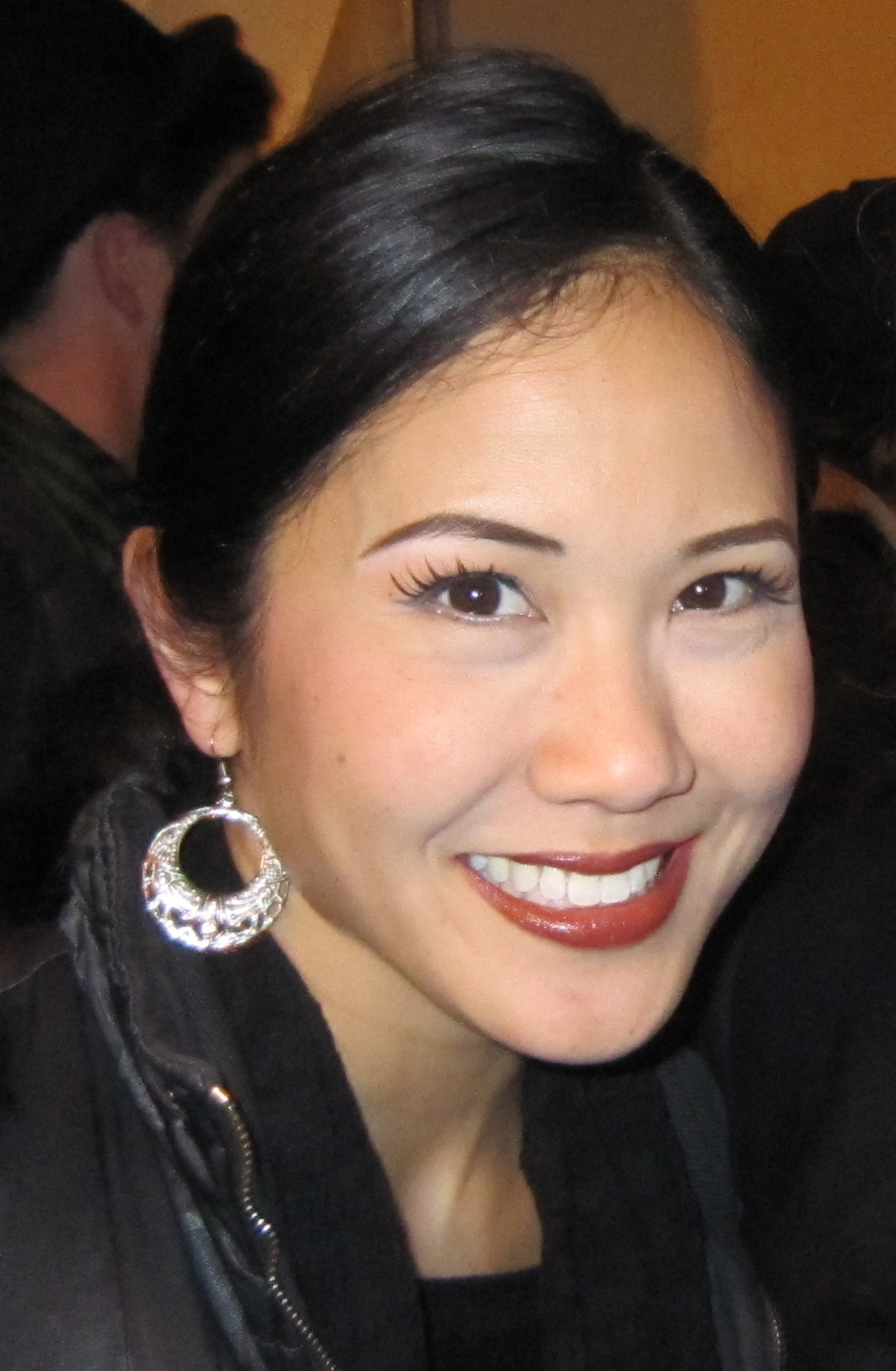
Deedee Magno Hall presta la voce a Perla nel doppiaggio originale

Perla è doppiata nella versione originale dalla cantante DeeDee Magno Hall, per la quale Perla è stata il suo primo ruolo principale da doppiatrice in una serie animata. Nel 2014 Deedee Magno ha vinto un Behind the Voice Actor Award per la categoria "Miglior performance vocale di un protagonista femminile in una serie televisiva - commedia/musical" per la sua interpretazione di Perla.
Nell'edizione italiana Perla è doppiata da Francesca Manicone e, a partire dalla seconda stagione, da Vanda Rapisardi nelle parti cantate.

## Storia
Perla, nata sul Pianeta Natale, venne assegnata a Diamante Rosa in qualità di sua servitrice personale. Durante la colonizzazione della Terra, affidata a Diamante Rosa, quest'ultima esprime il desiderio di vedere da vicino il funzionamento del Giardino d’infanzia Primario e di conoscere le Gemme che ivi stavano iniziando a nascere, e Perla le suggerisce di modificare il suo aspetto per assomigliare a uno dei Quarzi Rosa lì prodotti così da potere scendere sul pianeta a vedere il suo operato senza essere riconosciuta; è grazie alle varie visite che compiono sulla Terra che tra le due nasce un profondo sentimento di amicizia e complicità. Scoperto che per dare vita alle Gemme stavano distruggendo la vita sulla Terra, Diamante Rosa decide di interrompere la colonizzazione e, dopo vari rifiuti da parte degli altri Diamanti, Rosa decide di rivoltarsi contro il Pianeta Natale: Perla subito si schiera dalla sua parte, divenendo così la prima Crystal Gem nonché braccio destro di Rosa. Durante la guerra conoscono Garnet, una Fusione mista tra un Rubino e uno Zaffiro fuggita da una delegazione del Pianeta Natale a causa della sua natura, che si unisce a loro. Quando Rosa arriva al punto di credere che l'unico modo per porre fine alla guerra fosse quello di frantumare Diamante Rosa, Perla la aiuta: dopo averle fatto promettere di non dire mai niente al riguardo, Perla infatti assume le sembianze di Quarzo Rosa e finge di frantumare Diamante Rosa. Tuttavia la situazione precipita quando, per risposta all'accaduto, i Diamanti scatenano un attacco di distruzione di massa sulla Terra per spazzare le Gemme ribelli, e solo grazie a Rosa Perla non viene corrotta dall'attacco assieme a Garnet e Rosa stessa: loro tre sono le ultime Crystal Gems rimaste. Nei secoli successivi il gruppo si prodiga nella cattura delle Gemme corrotte, ora diventate mostri pericolosi e aggressivi.
Due secoli prima dell'inizio della serie le Crystal Gems incontrano William Dewey e lo aiutano a fondare la città che diverrà Beach City, dove il gruppo si stabilisce definitivamente: qui, circa centocinquant'anni dopo, incontrano Greg Universe, un ragazzo aspirante rockstar del quale Rosa si innamora. Non vedendo di buon occhio la loro relazione Perla prova ad allontanarli cercando di sfiduciare Greg: i suoi tentativi però falliscono e Rosa si mette stabilmente con il ragazzo, con il quale in seguito avrà Steven. In seguito, quando Rosa rinuncia alla sua forma corporea per dare alla luce suo figlio, Perla inizia a disprezzare profondamente Greg accusandolo di avergliela portata via e il ricordo di Rosa diventa presto un'ossessione per la Gemma. Dopo un'iniziale freddezza verso Steven, si affeziona profondamente a lui e inizia a comportarsi come sua tutrice, allevandolo e facendolo partecipare alle loro missioni per catturare le Gemme corrotte. Grazie a Steven, Perla conosce e prende come sua protetta Connie, che inizia ad addestrare nel combattimento, e si riappacifica con Greg, capendo così che non è l'unica a soffrire per la scomparsa di Rosa. Dopo la disavventura di Steven sul Pianeta Natale e le frequenti domande del ragazzo riguardo alla frantumazione di Diamante Rosa Perla decide finalmente di rivelare la verità a lui e alle sue compagne dopo avere mantenuto il segreto per millenni su richiesta della stessa Rosa. A seguito dell'arrivo di Diamante Giallo e Diamante Blu sulla Terra e della rivelazione fatta alle matriarche da Steven su Diamante Rosa Perla accompagna Steven sul Pianeta Natale con le Crystal Gems per ottenere l'aiuto di Diamante Bianco così da salvare le Gemme corrotte, adeguandosi alle regole del Pianeta Natale per appoggiarlo. Imprigionata da Diamante Giallo assieme alle altre, viene liberata da Steven. Giunte al cospetto di Diamante Bianco, viene posseduta da questa, per poi essere liberata quando la matriarca comprende la vera natura di Steven. Tornati sulla Terra guariscono le Gemme corrotte, iniziando finalmente a vivere in pace.
In Steven Universe Future Perla si occupa di insegnare alle Gemme che abitano sulla Terra usi e costumi terrestri, come per esempio l'uso del telefono cellulare.

## Analisi del personaggio
Perla risulta essere uno dei personaggi più complessi dell'opera. All'apparenza precisa, metodica e perfetta, nasconde un lato oscuro e terribile: l'essere incapace di andare avanti, sentendosi tuttora legata e dipendente da Rosa. Perla vive costantemente nel passato, intrappolata nelle sue memorie più dolorose da lei represse nella sua psiche stratificata, e incapace di accettare che Rosa se ne sia andata: a causa di ciò, a lungo ha faticato ad accettare che Steven non sia Rosa ma una persona ben distinta da lei. Inoltre la sua complicità nell'avere aiutato Diamante Rosa nella sua messinscena l'ha portata a sentirsi in parte responsabile per l'annientamento delle Crystal Gems da parte della Luce corruttrice. Riesce finalmente a essere in pace con se stessa solo quando decide di disobbedire all'ordine di Rosa e a rivelare tutta la verità prima a Steven, poi alle compagne.

## Accoglienza

### Critica
Ben Bertoli di Kotaku ha dichiarato che Perla è un personaggio che può non piacere all'inizio della serie, ma diventa più facile comprenderla con il progredire della storia e con l'apprendere sempre più cose sul suo conto. Sara Goodwin di The Mary Sue ha descritto Perla come "la più umana" delle Gemme a causa della sua lotta contro "amarezza, pensieri di inadeguatezza e gelosia". Sebbene affermi che Perla possa essere "insopportabile", alla Goodwin piace il personaggio per la sua umanità e il duro lavoro.
Perla è stata ben accolta per essere un personaggio omosessuale in una serie animata, seguendo la traccia dei temi LGBT in serie animate per bambini come Adventure Time e La leggenda di Korra Tuttavia, questo aspetto del suo carattere ha anche ricevuto alcune critiche: la gelosia di Perla quando Rosa mostra interesse per un personaggio maschile in un flashback è stato descritto come operante nell'ambito di un'allegoria "lesbico-psicopatica", che "spesso trasforma le donne omosessuali in predatrici di aspiranti eterosessuali".

### Altri media
Perla compare assieme a Bismuth in un video della campagna Dove self-esteem project x Steven Universe dal titolo "Body Talk", prodotto dalla multinazionale Dove in collaborazione con Cartoon Network: nel video le due spiegano come l'aspetto fisico di qualcuno non sia importante quanto la sua storia o le sue capacità.

### Censura
In "Dobbiamo parlare" la scena in cui Perla balla con Rose e le due quasi si baciano è stata censurata da Cartoon Network UK, in quanto è stato ritenuto che "una versione leggermente modificata è più conveniente per i bambini locali e i loro genitori".